# Football Club Baník Horná Nitra
L'FC Baník Horná Nitra (o più semplicemente Baník Prievidza) è una società calcistica slovacca con sede nella città di Prievidza. Milita nella 6. Slovenská Futbalová Liga.

## Storia
Nella stagione 2006-2007 la squadra è stata promossa nell'1. Slovenská Futbalová Liga, il secondo livello del calcio slovacco. Nel 2007-2008 chiude il campionato al sesto posto.

## Denominazioni
- 1919 - PAC Prievidza
- 1928 - ŠK Prievidza
- 1943 - SOHG Prievidza
- 1948 - Sokol Prievidza
- 1949 - Sokol Carpatia Prievidza
- 1954 - Merger of Baník Novaky and Baník Prievidza
- 1961 - TJ Baník Prievidza
- 1994 - MFK Prievidza
- 1995 - FK Petrimex Prievidza
- 1998 - FK Baník Prievidza
- 2003 - HFK Prievidza (dopo la fusione di MŠK TOPVAR, Horná Nitra Topoľčany e FK Baník Prievidza)
- 2008 - FK Mesto Prievidza
- 2011 - FC Baník Horná Nitra (ŠKF Baník Handlová fuso con FK Prievidza 2010)